# Chris Klute
Christopher 'Chris' Klute (Grand Prairie, 5 maart 1990) is een Amerikaans voetballer die bij voorkeur als verdediger speelt. Hij verruilde in januari 2015 Colorado Rapids voor Columbus Crew. 

## Clubcarrière
In 2012 werd Klute door Colorado Rapids gehuurd van Atlanta Silverbacks. Klute maakte zijn debuut in Colorado's laatste wedstrijd van het seizoen in 2012 tegen Houston Dynamo. Op 11 juli 2013 nam Colorado Rapids hem definitief over van Atlanta. In januari van 2015 maakte hij de overstap naar Columbus Crew.